# Providentissima Mater
Providentissima  Mater è una bolla pontificia di papa Benedetto XV datata 27 maggio 1917 a promulgazione della prima edizione del Codex Iuris Canonici, il codice Piano Benedettino.
Il codice entrò poi in vigore il 26 maggio 1918.